# Adrapsa angulifascia
Adrapsa angulifascia är en fjärilsart som beskrevs av Rothschild 1920. Adrapsa angulifascia ingår i släktet Adrapsa och familjen nattflyn. Inga underarter finns listade i Catalogue of Life.